# Причинна
«Причи́нна» — романтична балада Тараса Шевченка, написана орієнтовно 1837 року в С.-Петербурзі, один із ранніх творів поета.
Датується орієнтовно на підставі свідчень Шевченка в автобіографії (де він називає «Причинну» серед ранніх своїх творів) та на допиті в III відділі у справі Кирило-Мефодіївського братства 21 квітня 1847 року (під час якого поет зазначив, що почав писати вірші 1837 року), а також на підставі повідомлення Євгена Гребінки в листі до Григорія Квітки-Основ'яненка від 18 листопада 1838 року про передачу Шевченком творів для публікації в альманасі «Ластівка».

## Історія написання
Автограф балади невідомий. Найраніший повний текст, що дійшов до сьогодні, — першодрук в альманасі «Ластівка» 1841 року (СПб., стор. 230—242).
«Причинна» — один із ранніх творів Шевченка, написаний ще до його викупу з кріпацтва. В автобіографії поет зазначив, що перші вірші він складав у С.-Петербурзі в Літньому саду і що з численних ранніх своїх спроб він згодом опублікував тільки баладу «Причинна»:
«У цьому саду і в той же час почав він робити етюди у віршованому мистецтві; з численних спроб він згодом надрукував лише одну баладу «Причинна».
Оригінальний текст (рос.)
«В этом саду и в то же время начал он делать этюды в стихотворном искусстве; из многочисленных попыток он впоследствии напечатал только одну балладу «Причинна».
На допиті у справі Кирило-Мефодіївського братства в III відділі 21 квітня 1847 році Шевченко заявив:
«Вірші я любив з дитинства і почав писати в 1837 році».
Оригінальний текст (рос.)
«Стихи я любил с детства и начал писать в 1837 году».
Першим своїм твором поет на допиті з певних міркувань назвав не «Причинну», а написану щонайменше роком пізніше за неї поему «Катерина», можливо, як твір, що здобув особливий успіх у читачів. Про те, що 1837 року Шевченко був уже автором кількох поезій, писав у своїх спогадах Іван Панаєв:
«Я перший раз побачив Шевченка двадцять чотири роки тому (у 1837 році), на вечері в Гребінки. В цей час справа йшла про викуп поета. Про це клопотали Жуковський і Михайло Юр. Вієльгорський. Шевченку було двадцять три роки; життя кипіло в ньому, думка про близьку свободу і надія на краще майбутнє оживляли його. Він написав тоді вже декілька віршів [...], але ці вірші, здається, не увійшли в його «Кобзар». Малоросійські друзі його вже і тоді відзивалися про нього із захопленням і говорили, що Шевченко обіцяє виявити геніальний поетичний талант...».
Оригінальний текст (рос.)
«Я первый раз увидел Шевченко двадцать четыре года назад тому (в 1837 году), на вечере у Гребенки. В это время дело шло о выкупе поэта. Об этом хлопотали Жуковский и Михаил Юр. Виельгорский. Шевченко было двадцать три года; жизнь кипела в нем, мысль о близкой свободе и надежда на лучшее будущее оживляли его. Он написал тогда уже несколько стихотворений [...], но эти стихотворения, кажется, не вошли в его «Кобзарь». Малороссийские друзья его уже и тогда отзывались об нем с увлечением и говорили, что Шевченко обещает обнаружить гениальный поэтический талант...».
Як свідчить запис Аполлона Мокрицького у щоденнику, 31 березня 1837 року він показував вірш Шевченка Карлу Брюллову та Віктору Григоровичу:
«Показав його вірш, яким Брюллов був надзвичайно задоволений, і, побачивши з оного думки і почуття молодої людини, зважився витягати його з кріпосного стану».
Оригінальний текст (рос.)
«Показал его стихотворение, которым Брюллов был чрезвычайно доволен, и, увидя из оного мысли и чувства молодого человека, решился извлечь его из крепосного состояния».
З написаних у той час творів нині відомий тільки вірш «Нудно мені, тяжко — що маю робити?».

## Історія першої публікації
Наприкінці 1838 року Шевченко передав баладу разом із кількома іншими творами Євгену Гребінці для публікації в альманасі «Ластівка» 1841 року (СПб., стор. 230—242). Гребінка в листі до Григорія Квітки-Основ'яненка від 18 листопада 1838 року писав:
«Він мені дав гарних стихів на збірник».
Деякі відомості про історію тексту «Причинної» містить опис складального рукопису «Ластівки», зроблений П. О. Картавовим, де відзначено виправлення Шевченка в писарському списку цього твору. За свідченням П. О. Картавова, Шевченко зняв присвяту «В. И. Григоровичу на память 22 апреля 1838», перенісши її до поданої далі «Глави І» з поеми «Гайдамаки» (її подано до альманаху дещо пізніше); вписав рядок 76, позначений спершу крапками; в кінці рядка 91, позначеного крапками, дописав слово «очерет»; виправив текст рядка 199. Перед прізвищем «Шевченко», підписаним під твором переписувачем, поет вставив літеру «Т».

## Виправлення, наступні публікації і передруки
Наприкінці 1850-х роках із «Ластівки» баладу переписав (з неточностями) Іван Лазаревський. Переглядаючи цей рукопис після повернення із заслання, Шевченко зробив у ньому багато виправлень чорнилом і олівцем, створивши нові варіанти рядків 3 — 6, 12, 22 — 24, 26, 27, 29 — 31, 35, 41 — 42, 44 — 45, 64, 68, 82, 90, 95, 186 — 187, 199.
Пізніше «Причинну» надруковано в «Кобзарі» за 1860 рік, де її подано за «Ластівкою» з кількома незначними варіантами. Свої виправлення, зроблені в тексті балади в списку Івана Лазаревського, Шевченко в «Кобзарі» 1860 року не врахував.
Балада поширювалася і в рукописних списках. Від публікації в «Ластівці» походять списки балади у збірці творів Шевченка середини XIX століття, «Кобзарі» (1861), що належав знайомому поета Івану Левченку, збірці «Сочинения Т. Г. Шевченка» (1862), збірнику без дати тощо.
«Кобзар» 1860 року є джерелом списків: у рукописному «Кобзарі» (1866) ; уривка (рядки 1—12) у рукописному «Кобзарі» (1863—1867) ; уривка (рядки 49—78) у рукописному збірнику другої половини XIX століття; уривка (рядки 1—78) у записній книжці П. М. Волгіна зі списками творів Шевченка, 1872 рік; уривка (рядки 1—12) у зошиті І. Д. Гніпова першої половини 1870-х років та інших.

## Жанрові особливості
«Причинна» відбиває світову романтичну традицію баладного жанру, яка представлена в західноєвропейській літературі, зокрема творами Йогана Гете, Фрідріха Шиллера, Адама Міцкевича, в російській — творами Василя Жуковського, Олександра Пушкіна, Михайла Лермонтова, в українській — творами Петра Гулака-Артемовського, Левка Боровиковського, Івана Вагилевича, Миколи Костомарова та інших.
Властива баладі фантастика у Шевченка, як і в інших поетів, спирається на народну міфологію, зокрема демонологію. Очевидний зв'язок дослідники прослідковують між «Причинною» та баладою Левка Боровиковського «Молодиця» (1828), про що свідчить їхня тематична близькість (в обох творах переосмислюється народнопісенний сюжет про загибель дівчини, яка вмирає, не дочекавшись повернення коханого), а також композиційні та сюжетні паралелі: обидві балади починаються картиною природи — описом буремної ночі й берега річки, де перебуває героїня, поданим за допомогою типово романтичної образності й тим самим розміром — чотиристопним ямбом, який у наступній композиційній частині твору змінюється на 14-складовий вірш.
Окремими мотивами й образами «Причинна» перегукується з повістю Миколи Гоголя «Страшна помста» (рос. «Страшная месть»).

## Поетика
Балада — це ліро-епічна пісня, близька за своїм характером до легенд про надзвичайні, трагічні події переважно з родинного життя. Шевченківська балада «Причинна» була якісно новим, відмінним явищем в українській літературі. Якщо у баладах Амвросія Метлинського героєм творів виступає пан-гетьман, а у Василя Жуковського — «купецька донька Наташа» або Світлана, яка живе в розкішних палатах, то героїня балади «Причинна» — убога дівчина-селянка, сирота. Єдина її відрада в тяжкій сирітській долі — її коханий, але і з ним «злі люди її розлучили». Навіть русалки в Шевченка — не панночки, оспівані в романтичних баладах, а покритки та діти покриток, тобто ті, що були скривджені «злими людьми». Шевченко відтворив фантастичний світ русалок, відьом, таким, яким його уявляють народні маси.
В основу балади покладена народна легенда про чисте й світле кохання, розлуку і трагічну загибель закоханих — мотив, досить типовий для народних пісень. У Шевченківській баладі змальовується кінцевий момент трагедії, коли закохані помирають. Починається «Причинна» чотиристопними ямбами з чергуванням жіночих і чоловічих закінчень.
| Реве та стогне Дніпр широкий, Сердитий вітер завива. Додолу верби гне високі, Горами хвилю підійма. І блідий місяць на ту пору Із хмари де-де виглядав. Неначе човен в синім морі, То виринав, то потопав. Ще треті півні не співали, Ніхто ніде не гомонів, Сичі в гаю перекликались, Та ясен раз у раз скрипів. |

Тут використані три катрени з перехресним римуванням А-Б-А-Б, з пірихіями, послідовно розміщеними в третій стопі восьмискладових рядків. Шевченко використовує неточну риму, якої раніше не знало українське віршування: «широкий — високі, завива — підійма, пору — морі, виглядав — потопав, співали — перекликались, гомонів — скрипів». Застосування неточних рим стало специфічною ознакою творчості Шевченка, і це не послаблює ритму, а, навпаки, звільняє від обов'язкових рамок і відкриває простір для варіантів.
Шевченко використовує такі поетичні фігури, як інверсія, градація, перенесення. Завдяки градації та перенесенню змінюється динаміка розповіді. Від різкої трагічної картини бурі на Дніпрі, що служить своєрідним тлом для закоханих, поет поступово змінює ритмічний малюнок у дусі народної пісні: дівчина чекає козака з походу, а коханий, можливо, вже мертвий десь на чужині.
| Не китайкою покрились Козацькі очі, Не вимили біле личко Сльозоньки дівочі: Орел вийняв карі очі На чужому полі, Біле тіло вовки з'їли, - Така його доля. |

Спогади дівчини про козака зображуються народнопісенними засобами: постійні епітети («біле личко, біле тіло, карі очі»), заперечні порівняння («не китайкою покрились, не вмили біле личко…»). Коломийковий розмір (4+4+6):
| В таку добу // під горою Біля того гаю, Що чорніє // над водою, Щось біле блукає. |

Катрен римується перехресно: «горою — водою, гаю — блукає». Розташування наголосів довільне.
Своєрідним дисонансом став авторський ритмічний відступ, який звучить як звинувачення в дусі риторичних запитань, окликів-звертань і різко відрізняється від коломийкового розміру.
| Така її доля… О Боже мій милий! За що ж ти караєш її молоду? За те, що так щиро вона полюбила Козацькії очі?.. Прости сироту! |

Ці рядки покладені на музику, вони стали народною піснею з характерною системою віршування (6+6+11) та енджамбеманом (перенесенням), що не тільки надають викладу розмовного темпу, уповільнюючи його, але й у певній мірі також підсилюють схвильованість тону. Ліричні відступи виявляють ставлення Шевченка до героїв твору — він не тільки співчуває скривдженим, але й заступається за них, викликає співчуття до них у читачів.
Вільні переходи від одних типів ритмічної побудови до інших характерні для всієї балади «Причинна».

## Сюжет
Розвиток сюжетної лінії починається з ліричного відступу й пейзажів у романтичному дусі. Буря на Дніпрі. Горами здіймаються величезні хвилі, гнуться від вітру високі верби («Реве та стогне Дніпр широкий, сердитий вітер завива…»). А на березі, біля гаю, ходить дівчина. Ворожка зробила її «причинною», аби менше сумувала за молодим козаком, який пішов у похід і не повертався. Тим часом з води виринають русалки — душі нехрещених дітей. Вони й залоскотали дівчину. Вранці з діброви виїжджає козак. Біля дуба він бачить тіло дівчини і спочатку думає, що вона заснула. А коли бачить, що кохана мертва, у відчаї «зареготавсь, розігнався — та в дуб головою!».
Невдовзі біля дуба проходили дівчата. Побачили коня, козака з дівчиною, хотіли їх злякати, але зрозуміли, що ті мертві,— і перелякані втекли. Козака і дівчину, як сиріт, поховали громадою. Насипали край дороги дві могили в житі, посадили над козацькою могилою явір та ялину, а над дівчиною — червону калину. На гілках дерев співають птахи, а коли сходить місяць — з Дніпра виходять русалки.
На цьому елементарно-романтичному сюжеті поет розгортає цілу гаму почуттів, що народнопоетичними засобами відтворюють психологічну драму, виходять далеко за межі конкретної сюжетної ситуації і набирають значення загального поетичного судження про людську долю.

## Значення деяких слів балади
«Причинна» — та, якій «спричинено» душевну хворобу, «причину»; в Шевченковій баладі героїня, зачарована ворожкою, стає сновидою (сомнамбулою).
«Ще треті півні не співали…» — одна з найважливіших функцій півня як провісника в східнослов'янській та християнській міфології — часова: його спів визначає межі нічного часу доби, коли діють темні бісівські сили. Своїм співом опівночі півень розганяє нечисть до наступної ночі. Спів третіх півнів — знак рівної відстані від півночі до вранішньої зорі — свідчить про закінчення дії нечистих сил.
«Сичі в гаю перекликались…» — сич (сова, пугач) — народнопоетичний символ смерті, пітьми. Крик сича віщує пожежу, смерть, біду взагалі.
«Китайка» — первісно — густа, переважно синя шовкова тканина, яку завозили з Китаю, потім — бавовняна тканина місцевого виробництва. За козацьким звичаєм тіло померлих козаків покривали червоною китайкою, про що згадано в численних народних піснях і думах.
«Не розплете довгу косу, хустку не зав'яже…» — весільний звичай, що символізував перехід дівчини у статус молодиці.
«Дунай» — в баладі, як і в багатьох творах народної поезії, не конкретна географічна реалія, а узагальнений епічний образ — символ великої ріки.
«Ух! Ух! Солом'яний дух, дух! Мене мати породила, Нехрещену положила…» — до балади введено рядки народної пісні, яку, за повір'ям, співають народжені на землі русалки, коли виходять з води на всю Зелену неділю. Зелений або Русальний тиждень припадає на останню третину травня або першу третину червня. Таким чином можна локалізувати час «подій» шевченківської балади.
«Як провожала сина мати…» — можливо, йдеться про народну пісню «Засвистали козаченьки…», в якій є слова «Мати сина в дороженьку слізно провожає».
«Поховали громадою Як слід, по закону. Насипали край дороги Дві могили в житі…» — самогубство, за приписами церкви, вважалося тяжким гріхом. Тому самогубців ховали поза цвинтарем, земля якого була освячена.
«Явір, ялина, калина» — багатозначні фольклорні символи. Явір — символ суму, журби, безсмертя (тому явір садили на могилах); може уособлювати парубка. Калина — в баладі символ загиблої дівчини.

## Вивчення балади
Леонід Плющ здійснив спробу потрактувати сюжет, образи, стилістику балади «Причинна» в дусі шаманського міфу та обряду (Шаманська поетика Т. Г. Шевченка. Стаття 1. Ініціація ворожки// Філософська та соціологічна думка. — 1992. — № 6. — С. 130 — 145).

## У мистецтві

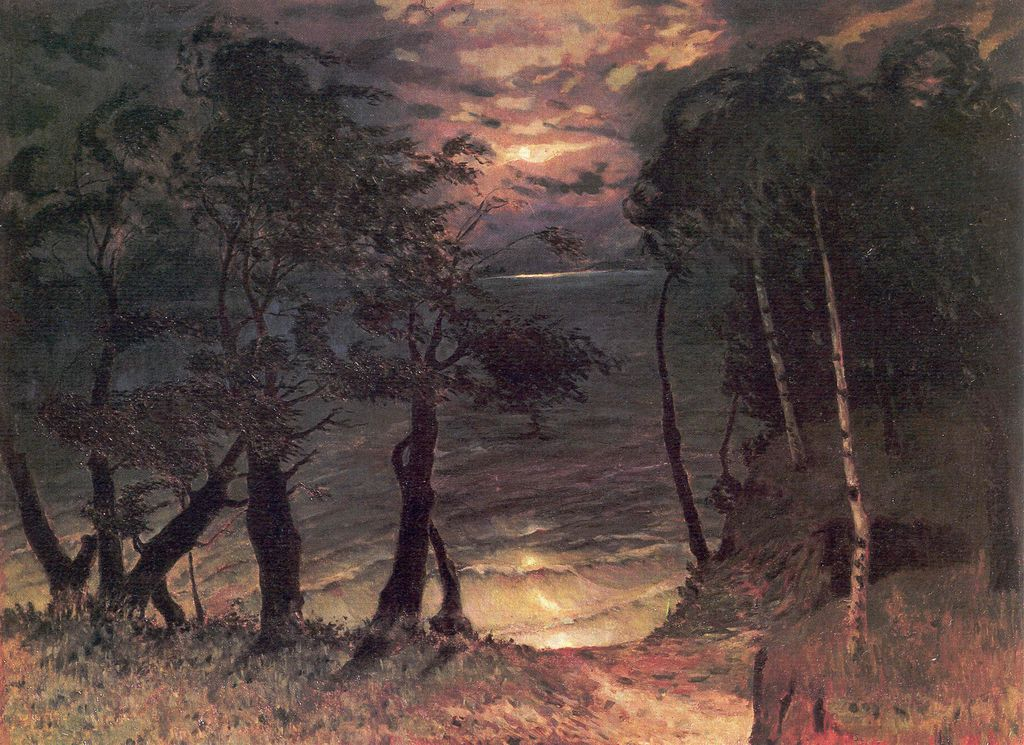
«Реве та стогне Дніпр широкий»,
Микола Бурачек (1941)

Дев'ять перших строф балади стали популярною народною піснею «Реве та стогне Дніпр широкий». Автор музики до неї — композитор Данило Крижанівський (1856—1894), зверху над нотами він написав: «Присвячую Марку Кропивницькому». Вперше разом текст вірша Тараса Шевченка і ноти Данила Крижанівського були надруковані у 1886 році.
У 1960-х роках український композитор Владислав Заремба написав для пісні «Реве та стогне Дніпр широкий» фортепіанну п'єсу.
У 1927 році український письменник і композитор Гнат Хоткевич написав хоровий твір «Реве та стогне Дніпр широкий».
У 1939 році український драматург Леонід Болобан у співавторстві з Леонідом Предславичем написав літературну п'єсу «Реве та стогне Дніпр широкий» — про трагічну долю селянської дівчини, яка покохала панича. В п'єсі використано сюжет балади «Причинна» та уривки з інших творів Шевченка.
У 1930-40-х роках український диригент і композитор Євген Форостина написав хоровий твір «Реве та стогне Дніпр широкий».
У 1941 році український художник Микола Бурачек написав картину «Реве та стогне Дніпр широкий». Однойменне полотно в 1945 році намалював і його російський колега Борис Смирнов.
Мелодія пісні «Реве та стогне Дніпр широкий» стала музичними позивними українського радіо в Другу світову війну (радіо «Дніпро», а нині — Першої програми Національного радіо та Всесвітньої служби «Радіо Україна»).
У 1960 році український письменник Юрій Смолич написав роман «Реве та стогне Дніпр широкий» — другу частину дилогії про події громадянської війни в Україні.
У 1963 році український художник Іван Аполлонов виконав декоративну тарілку «Реве та стогне Дніпр широкий».
У 1964 році український диригент і композитор Євген Козак зробив обробку пісні «Реве та стогне Дніпр широкий» для мішаного, жіночого та чоловічого хору.
4 липня 2009 року в селі Стрітівка відбувся фестиваль кобзарського мистецтва «Козацька ліра». Сто сімдесят шість кобзарів з усієї України одночасно виконали пісню «Реве та стогне Дніпр широкий», що було зафіксовано в Книзі рекордів України як наймасовіше виконання кобзарської пісні.

### Пісенне виконання балади
Існує низка пісенних виконаннь балади різними музичними колективами, такими як: гурт «Кобза»,Національний академічний народний хор ім. Г. Верьовки, хор «Gaudeamus», Капела бандуристів Канади.

### Кінематограф
2 червня 2017 року вийшов український короткометражний анімаційний фільм «Причинна» режисера та автора сценарію Андрія Щербака. Стрічка здобула перемогу у номінації «Найкращий анімаційний фільм» української національної кінопремії «Золота дзиґа»

## Переклади
Створено низку перекладів твору, зокрема, на литовську мову баладу переклав Юозас Андзюлайтіс. Вона була поміщена серед інших віршів Шевченка у перекладі Андзюлайтіса у періодичних виданнях 1885—1887 років; білоруською мовою твір переклав Янка Купала.